# 阿尼耶河畔孔夫朗
阿尼耶河畔孔夫朗（法語：Conflans-sur-Anille，法語發音：[kɔ̃flɑ̃ syʁ anij]）是法国萨尔特省的一个市镇，属于马梅尔斯区。

## 地理
阿尼耶河畔孔夫朗（47°56'45"N, 0°44'44"E）面积30.8 平方千米，位于法国卢瓦尔河地区大区萨尔特省，该省份为法国西北部内陆省份，北起顺时针与奥恩省、厄尔-卢瓦省、卢瓦-谢尔省、安德尔-卢瓦尔省、曼恩-卢瓦尔省和马耶讷省接壤，是法国大西部的入口，连接卢瓦尔河谷、布列塔尼和巴黎盆地。
与阿尼耶河畔孔夫朗接壤的市镇（或旧市镇、城区）包括：贝尔费、蒙塔耶、拉艾、圣卡莱。

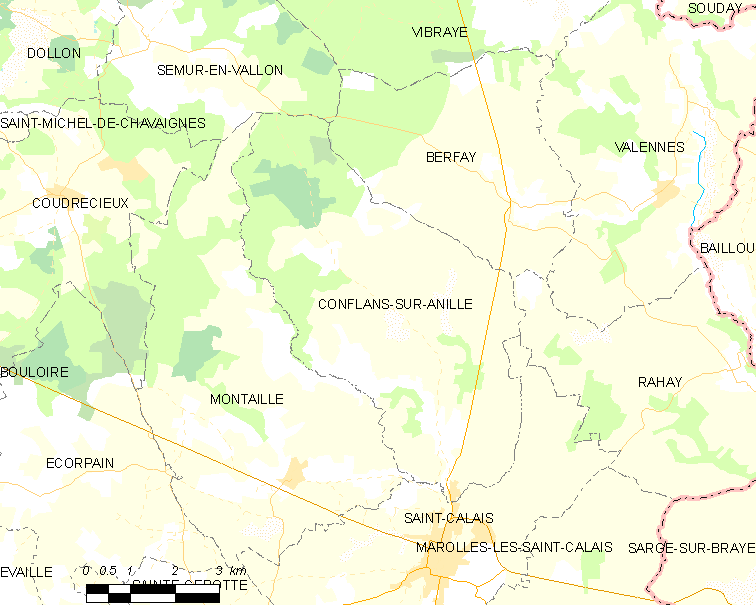
阿尼耶河畔孔夫朗的OSM定位图

阿尼耶河畔孔夫朗的时区为UTC+01:00、UTC+02:00（夏令时）。

## 行政
阿尼耶河畔孔夫朗的邮政编码为72120，INSEE市镇编码为72087。

## 政治
阿尼耶河畔孔夫朗所属的省级选区为圣卡莱县。

## 人口

1962-2008年间阿尼耶河畔孔夫朗人口变化图示

阿尼耶河畔孔夫朗于2022年1月1日时的人口数量为460人。